# 徳蔵寺 (市川市)
徳蔵寺（とくぞうじ）は、千葉県市川市にある新義真言宗の寺院。

## 歴史
1575年（天正3年）、乗意によって開山された。東京都江戸川区の善養寺の末寺である。
1955年（昭和30年）、近くにあった「宝性寺」が倒壊した。宝性寺は1576年（天正4年）に開山した寺で、善養寺の末寺でもあった。老朽化甚だしく、無住（住職不在）で廃寺化していた。ちょうど倒壊前日に宝性寺の本尊である不動明王を当寺に移したばかりであった。そして、そのまま宝性寺は当寺に合併されることになった。
現在の本堂は、1981年（昭和56年）に建てられたものである。1995年（平成7年）には不動堂が建てられ、旧宝性寺本尊の不動明王像が移された。

## 交通アクセス
- 行徳駅より徒歩12分。